# Lasioglossum cyclurum
Lasioglossum cyclurum là một loài Hymenoptera trong họ Halictidae. Loài này được Cockerell mô tả khoa học năm 1915.